# Alexei Zuáznabar
Alexei Zuáznabar Grandales (sinh ngày 10 tháng 3 năm 1985) là một cầu thủ bóng đá người Cuba.

## Sự nghiệp câu lạc bộ
Thi đấu cho đội bóng địa phương Guantánamo, anh là vua phá lưới giải đấu năm 2007.

## Sự nghiệp quốc tế
Anh có màn ra mắt cho Cuba tại Cúp Caribe 2012 vào ngày 14 tháng 11 năm 2012 trong chiến thắng 5-0 trước Suriname và tính đến tháng 1 năm 2018, có tổng cộng 10 lần ra sân, không ghi được bàn nào. Anh được triệu tập nhưng không thi đấu tại Vòng loại giải vô địch bóng đá thế giới. Anh cũng có tên trong vòng chung kết Cúp Vàng CONCACAF 2013.